# Jacques Van Reysschoot
Jacques Van Reysschoot, född 2 maj 1905 i Gent, död 1975 i Spanien, var en belgisk ishockeyspelare. Han var med i det belgiska ishockeylandslaget som kom på delad femte plats i de Olympiska vinterspelen 1928 i Sankt Moritz. Han var bror till Pierre Van Reysschoot.